# 데 프레엔테 알 솔
《데 프레엔테 알 솔》(스페인어: De frente al sol)은 1992년 방영된 멕시코의 텔레노벨라이다.